# Сторожевая (Карачаево-Черкесия)
Сторожева́я (абаз. Сторожевая, карач.-балк. Сторожевой) — станица в Зеленчукском районе Карачаево-Черкесии (Россия). Административный центр Сторожевского сельского поселения.

## География
Расположена при впадении левого притока Бежгон в реку Кяфар (относится к бассейну Большого Зеленчука), у границы горно-лесной зоны, в 7 км западнее районного центра станицы Зеленчукской. Бо́льшая часть населённого пункта располагается в междуречье Кяфара и Бежгона, меньшая — на правом восточном берегу Кяфара, несколько улиц — на левом западном берегу Бежгона. Рельеф в черте поселения преимущественно равнинный, низменный, в поймах рек (прежде всего, Кяфара) — многочисленные песчаные отмели. На левом берегу Бежгона — перемежающиеся локальными возвышенностями (например, гора Свинячья, 982 м) балки и овраги, по дну которых в реку стекают несколько её левых притоков. Это Шамайка, Батушиха, Башня и другие.
К северу от Сторожевой, на западном берегу Кяфара, возвышаются вершины Скалистого хребта, с безлесными южными склонами, на которых как раз и берут начало многие небольшие реки, впадающие в Бежгон и Кяфар в черте станицы и в её окрестностях. На южных склонах хребта зафиксировано несколько именных урочищ (Платоновка, Холодный Родник, Башкирка). Через гребень хребта, отмеченного с юга скалистыми обрывами, к северо-западу от станицы имеется несколько перевалов — Вылазка Захаровская и Вылазка Якушева. Западнее перевалов возвышается гора Больше (1751,5 м) — крупнейшая вершина Скалистого хребта на участке между долинами Большого Зеленчука и Урупа.
Северо-восточнее Сторожевой, в месте впадения Кяфара в Большой Зеленчук, находится аул Ильич, также относящийся к Сторожевскому сельскому поселению. Восточнее станицы, в междуречье Кяфара и Большого Зеленчука, имеется нагорье, к северу переходящее в равнину и постепенно повышающееся к югу. В восточной своей части, ближе к станице Зеленчукской, оно прорезано долинами рек Большой и Малый Карабежгон (впадают в Большой Зеленчук с левого берега ниже Зеленчукской). Ближайшая к Сторожевой крупная вершина этого нагорья — гора Белоус (1134,8 м). Южнее неё и юго-западнее Сторожевой отмечена уже более значительная вершина — гора Дубовый Бугор (1229,7 м).
Южнее Сторожевой, на правом берегу Кяфара, расположен хутор Лесо-Кяфарь, относящийся к Зеленчукскому сельскому поселению. К южным окраинам станицы подходят северные склоны хребта, протянувшегося в меридиональном направлении между долинами Кяфара и Бежгона — хребта Бекет. Ближайшая к станице вершина — 1049,4 м, далее к югу, также в пределах северных отрогов хребта Бекет — вершина 1074 м и гора Медвежий Бугор (1149 м).
Западнее станицы Сторожевой расположена гористая местность, отмечающая границы бассейнов Бижгона и Урупа. Северо-западнее истоков Шамайки, уже в верховьях реки Тёплой, впадающей впоследствии в Уруп, к северу от именных вершин Большой (1153 м) и Малый (1134,4 м) Киртин, находится аул Кобу-Баши, входящий в Сторожевское сельское поселение. Горы западнее, юго-западнее, южнее и юго-восточнее станицы, в отличие от пойменных равнин в долинах рек и южных склонов Скалистого хребта, обильно поросли лесом, растут преимущественно ольха, берёза, осина, дуб.
В лесистых предгорьях в верховье реки Бежгон находится закрытый военный городок Сторожевая-2 (юго-западное направление от центральной части станицы). Он расположен несколькими микрорайонами на лесистой возвышенности в междуречье Бежгона и его левого притока реки Беликова, в долине Бежгона у устья его правых притоков рек Туганка и Алёшина (здесь же устроено водохранилище), на правом берегу Бежгона выше устья Туганки.

## История
В 1843 году у слияния рек Кефаръ и Бежгонъ было построено укрепление Надеждинское (Надежинское). По некоторым данным, в 1844—1845 годах строительством укрепления занимался Ф. А. Круковский, бывший на тот момент командиром Хопёрского полка. В 1858 году на месте укрепления была образована станица. На левом берегу Бижгона в этот период была выстроена сторожевая башня (которая, вероятно, дала название одному из его левых притоков реке Башне). В окрестностях имелся целый ряд наблюдательных и сторожевых постов: выше по течению реки Бижгон, примерно в районе южных окраин современной станицы на левом берегу реки — пост Бежгонский, западнее, по дороге в станицу Преградную — пост Быгский (устроен в 1861 году), восточнее, по дороге в станицу Зеленчукскую — пост Карабежгонский, на левом берегу Большого Зеленчука у устья Кяфара — пост Кефарский, на левом берегу Большого Зеленчука приблизительно напротив нынешнего хутора Ново-Исправненского — пост Большерской.
Основана станица казаками 3-й Урупской бригады Кавказского линейного казачьего войска. В формировании Урупской бригады, созданной в том же 1858 году, участвовали казаки хопёрских полков, таким образом, они принимали участие и в основании станиц в бассейнах Большого Зеленчука и Урупа, заложенных в 1858 году — Сторожевой, Исправной, Передовой, Удобной, Подгорной и Спокойной (например, для строительства станиц Передовой и Удобной из казаков одного из хопёрских полков был специально образован 2-й Урупский конный казачий полк). Первоначально Сторожевая была приписана ко 2-му Урупскому конному полку Урупской бригады. Впоследствии станица в военно-мобилизационном плане относилась к Хопёрскому полковому округу, в котором базировался Хопёрский 1-й казачий полк.
В Сторожевой в момент её основания предполагалось водворить 270 казачьих семей при 3 офицерах. В строительстве станицы принимал активное участие Литовский пехотный полк, прибывший в укрепление Надеждинское 30 апреля 1858 года. С момента прибытия отряда строителей вокруг строящейся станицы неоднократно происходили стычки с горцами. Особенно крупные имели место 22 мая и 7 июня. С 1 июля 1858 года укрепление Надеждинское было упразднено, станица, образованная около него, первоначально именовалась Надеждинской, затем Сторожевой. В ней была образована особая команда пластунов для сторожевой службы вокруг строящегося поселения и разведки возможных перемещений горцев. Первое столкновение пластунов с неприятелем произошло 23 июня, затем ещё одно 7 июля, после чего 8 июля силами Литовского полка и казаков была предпринята усиленная рекогносцировка местности в западном направлении от станицы, также закончившаяся перестрелкой с горцами.
Соединения Литовского полка строили также станицы Исправную и Передовую, в 1859 году — станицы Зеленчукскую и Кардоникскую, но штаб полка оставался в Сторожевой. Разной степени интенсивности столкновения с горцами имели место 17 июля, 22 октября. В ноябре команда пластунов была распущена, однако в следующем году нападения на войска, занимавшие Сторожевую, продолжились, и команда была собрана вновь. Значительная атака на станицу произошла 6 апреля, ещё одна перестрелка с горцами — 9 апреля. В июле 1859 года вместо Литовского полка, убывшего к новому месту дислокации в Мелитопольский уезд, станицу заняли части Ставропольского пехотного полка.
В 1871 году построена деревянная Николаевская церковь с каменной оградой; сумма постройки составила 15 тысяч рублей, из них 9 тысяч — пособие от Кубанского казачьего войска. В состав причта входили один священник и один псаломщик. Церкви принадлежало 99 десятин земли. Священник имел дом от станичного общества и жалование в размере 200 рублей 70 копеек от казачьего войска. Всего станица распоряжалась 22883 десятинами общественной земли, из них 9156 десятин — леса и кустарники. В Сторожевой в конце XIX — начале XX века располагалось 11 торгово-промышленных заведений, в том числе сыроваренный завод. В сфере образования имелись 2 министерских училища (двухклассное и одноклассное женское), церковно-приходская школа. Жалование учителя составляло 300 рублей от училищного совета. Для финансирования учебных заведений станица сдавала в аренду за 130 рублей земельный участок в 300 десятин.
В конце XIX — начале XX века в Сторожевой насчитывалось около 3,5 тысяч жителей. По сведениям конца 1900-х — начала 1910-х годов в станице проживало, по церковным данным, 3986 человек (а также 625 человек в приписном селе Пантелеймоновском, располагавшемся в 24 верстах юго-западнее, по направлению к верховьям Урупа, впоследствии — Верхнепантелеймоновка). По данным гражданских статистиков — 4698 человек в 696 дворах (без учёта села Пантелеймоновского).
В годы русско-турецкой войны 1877—1878 годов станица Сторожевая стала конечным пунктом похода сформированного в станице Кардоникской из частей Кубанского казачьего войска Марухского отряда, который, под командованием генерал-лейтенанта П. Д. Бабыча, в августе 1877 года прошёл через Марухский перевал в Абхазию с целью содействовать её освобождению от турецких войск, высадившихся здесь в мае, после эвакуации турок из Сухума в сентябре вернулся через Санчарский перевал в Сторожевую, где был расформирован. В годы войны была сложена песня, посвящённая воевавшему на кавказском театре военных действий полковнику Я. Д. Малама, которая впоследствии бытовала в станицах Сторожевой, Исправной, Преградной и Баталпашинской.
Перед началом Первой мировой войны, в конце весны 1914 года, казаки Сторожевой и ряда других станиц (Исправной, Преградной, Отрадной и других) участвовали в волнениях среди призывников в связи с приказом о срочном формировании 2-го и 3-го Хопёрских казачьих полков. В годы Гражданской войны в районе Сторожевой и соседних станиц летом 1920 года действовала белоповстанческая «Армия возрождения России» генерал-майора М. А. Фостикова.
Станица входила сначала в Баталпашинский уезд (с 1869 года), затем в Баталпашинский отдел (с 1888 года) Кубанской области, после установления советской власти в 1920 году — в Кубано-Черноморскую область. С 1922 года Баталпашинский отдел был упразднён, и Сторожевая вошла в Карачаево-Черкесскую автономную область. С 1926 года числилась в Баталпашинском районе (созданном ещё в 1924 году в КЧАО) Армавирского округа Северо-Кавказского края. В 1931 году после ликвидации Баталпашинского района Сторожевой сельсовет передан в Черкесскую автономную область. В составе Черкесской АО станица сначала находилась в Хабезском районе, с 1938 года в Кировском районе.

## Население
| 1939 | 1959  | 1970  | 1979  | 2002  | 2010  | 2021    |
| ---- | ----- | ----- | ----- | ----- | ----- | ------- |
| 6404 | ↗8399 | ↗8481 | ↘7586 | ↗7951 | ↗9952 | ↗10 315 |

Национальный состав
Согласно переписи 1926 года, в станице проживало 6094 человека в 1283 хозяйствах, из них 2950 мужчин и 3144 женщины. 5179 человек причислили себя к казакам. Национальный состав населения был следующим:
- украинцы — 3 968 чел. (65,1 %),
- русские — 1 961 чел. (32,2 %),
- другие — 165 чел. (2,7 %).

По данным Всероссийской переписи населения 2002 года:
| Народ      | Численность, чел. | Доля от всего населения, % |
| ---------- | ----------------- | -------------------------- |
| русские    | 4 909             | 61,7 %                     |
| карачаевцы | 2 769             | 34,8 %                     |
| украинцы   | 122               | 1,5 %                      |
| другие     | 151               | 1,9 %                      |
| всего      | 7 951             | 100 %                      |

По сведениям базы данных Всероссийской переписи населения 2010 года:
- русские — 5 353 чел.,
- карачаевцы — 2 787 чел.,
- украинцы — 59 чел.,
- другие — 301 чел.,
- национальность не указана — 28 чел.,
- данные в публичной базе отсутствуют — 1 424 чел.[27]

По данным Всероссийской переписи населения 2021 года:
| Народ             | Численность, чел. | Доля от всего населения, % |
| ----------------- | ----------------- | -------------------------- |
| русские           | 5 271             | 51,10 %                    |
| карачаевцы        | 4 106             | 39,80 %                    |
| другие/не указано | 938               | 9,09 %                     |
| всего             | 10 315            | 100 %                      |

## Инфраструктура
В станице находятся следующие учреждения и организации:
- средняя общеобразовательная школа № 1,
- средняя общеобразовательная школа № 2 (в военном городке Сторожевая-2),
- средняя общеобразовательная школа № 3,
- основная общеобразовательная школа № 1,
- детский сад «Ручеёк»,
- детская школа искусств «Орфей»[29],
- музей истории станицы[30],
- 2 почтовых отделения в самой станице[29] и 1 — в городке Сторожевая-2[31],
- Урупское лесничество,
- лесная пожарная охрана КЧР[29].

30 июня 2006 года была образована 34-я отдельная горная мотострелковая бригада 49-й армии. Местом её дислокации была выбрана станица Сторожевая. Для мотострелковой бригады на удалении от станицы был построен комплекс военных объектов и жилых микрорайонов, ставший военным городком Сторожевая-2. К маю 2007 года был построен посёлок с жилыми домами на 400 квартир, дворец культуры на 250 мест, а также дом бытового обслуживания, поликлиника и госпиталь на 50 коек, физкультурно-оздоровительный комплекс, детский сад с крытым бассейном. К концу 2007 года бригада была размещена в месте постоянной дислокации. В её задачи входит прикрытие перевалов Западного Кавказа, в частности, Марухского и Клухорского.

## Религия
Русская православная церковь
- Храм Николая Чудотворца. Первый православный храм в станице появился через несколько лет после её образования. Впоследствии в Сторожевой существовал молитвенный дом (также в честь Николая Чудотворца)[33], который в разное время был приписан к молитвенным домам станиц Зеленчукской и Кардоникской. В марте-апреле 1943 года молитвенный дом станицы Сторожевой, совместно с молитвенным домом станицы Исправной, внёс более 16 тысяч рублей на постройку танковой колонны «Ставропольский колхозник»[33]. В 1988 году на месте молитвенного дома была построена церковь. Храм также имеет престол в честь Казанской иконы Божией Матери, устроенный после передачи в церковь станицы Сторожевой антиминса из сгоревшего храма села Маруха. При Николаевской церкви имеются дом для священника, крестильное помещение и просфорня[34].
- Храм Святого благоверного князя Димитрия Донского в военном городке Сторожевая-2[35].

## Достопримечательности
- Комплекс археологических объектов X—XII веков — каменные кресты с греческими надписями, статуи, могильник. Памятник археологии местного значения (в соответствии с решением исполкома совета народных депутатов Ставропольского края от 1981 года), находится на землях бывшего колхоза «Знамя коммунизма»[37].
- Каменные гробницы и городища X—XII веков в долине реки Бижгон. Памятник археологии местного значения, находится на землях бывшего колхоза «Знамя коммунизма»[37].
- Наземные каменные гробницы VIII—XII веков. Памятник археологии местного значения, находится на землях бывшего колхоза «Знамя коммунизма»[37].
- К югу от хутора Лесо-Кяфарь, находящегося, в свою очередь, южнее станицы Сторожевой, на левом берегу реки Кривой, протекающей по дну одноимённой балки на правобережье Кяфара, в горно-лесистой местности (растут в основном берёза, бук, ольха)[7], расположено городище «Шпиль» X—XIII веков и могильники VII—IX веков и X—XII веков[37]. Последний могильник носит название «Статуи на Шпиле»[38]. Ранее данная территория относилась к колхозу имени Ленина[37]. Все объекты имеют статус памятников археологии, городище и «Статуи на Шпиле» — памятники федерального значения (с 1974 года, согласно постановлению Совета министров РСФСР)[38]. В комплексе объектов, вероятно, аланского периода особо выделяются дольмены[39].